# Cerro El Ávila
Cerro El Ávila, także Waraira Repano – szczyt w paśmie górskim Cordillera de la Costa (Serranía del Litoral), w północnej Wenezueli, na terenie Parku Narodowego Waraira Repano. Góruje nad stolicą Wenezueli – Caracas i oddziela miasto od Morza Karaibskiego. Prowadzi do niego kolej linowa, a na szczycie znajduje się Hotel Humboldt. Licznie odwiedzany przez turystów.